# رونی بردغجی
رونی بردغجی (عربی: روني بردغجي، آوانگاری: Rūnī Bardaḡdjī؛ زادهٔ ۱۵ نوامبر ۲۰۰۵) بازیکن فوتبال اهل سوئد است که در پست هافبک برای باشگاه فوتبال بارسلونا در لالیگا بازی می‌کند.
وی همچنین در تیم‌های ملی فوتبال زیر ۱۷ سال سوئد و زیر ۲۱ سال سوئد بازی کرده‌است.
او شماره ۱۹ را برتن کرده است شماره ای که لامین یامال در فصل قبل خریدش داشته(ممکن است عوض شود،درصورت عوض شدن ویرایش می شود).او اولین گل خود برای بارسلونا را در بازی دوستانه مقابل ویسل کوبه زد.

## عملکرد ملی
بردغجی در کویت از خانوادهٔ مهاجر سوری زاده شد و در سن پایین به سوئد مهاجرت کرد. او در حال حاضر برای تیم ملی فوتبال زیر ۲۱ سال سوئد بازی می‌کند.

## افتخارات
کپنهاگن
- سوپر لیگ دانمارک: ۲۲-۲۰۲۱،[۳] ۲۳-۲۰۲۲[۴]
- جام حذفی دانمارک: ۲۳-۲۰۲۲[۵]